# Laroya (kommunhuvudort)
Laroya är en kommunhuvudort i Spanien.   Den ligger i provinsen Provincia de Almería och regionen Andalusien, i den södra delen av landet, 400 km söder om huvudstaden Madrid. Laroya ligger 1 009 meter över havet och antalet invånare är 141.
Terrängen runt Laroya är huvudsakligen kuperad, men västerut är den bergig. Runt Laroya är det glesbefolkat, med 10 invånare per kvadratkilometer. Närmaste större samhälle är Macael, 4,9 km nordost om Laroya. Omgivningarna runt Laroya är i huvudsak ett öppet busklandskap.